# Список Оруэлла
«Список Оруэлла» — подготовленный в 1949 году Джорджем Оруэллом перечень людей, которых автор считал сочувствующими коммунистической идеологии, то есть «криптокоммунистами» и «попутчиками». Список был передан в Департамент информационных исследований (IRD) МИД Великобритании, набиравший сотрудников для борьбы с просоветской коммунистической пропагандой.

## История появления
В 1948 году правительством Клемента Эттли был создан Департамент информационных исследований, предназначенный для идеологического противодействия советской пропаганде. В этом комитете работала помощником Роберта Конквеста молодая женщина Силия Керван (англ. Celia Kirwan). Незадолго до этого она отвергла предложение Оруэлла выйти за него замуж, но сохранила с ним дружеские отношения. В конце марта 1949 года Силия Керван навестила Оруэлла в санатории, где он проходил лечение от туберкулёза. Она попросила у Оруэлла порекомендовать людей, пригодных для работы в комитете. Оруэлл дал несколько рекомендаций, а также спросил, хотят ли сотрудники отдела получить список людей, не подходящих для работы там как сочувствующие СССР. Отдел высказал заинтересованность, и Оруэлл записал имена личностей, которых он подозревал в симпатиях к коммунизму (и, таким образом, непригодных быть авторами для Департамента), и вложил список в письмо к Керван. Условием передачи списка в Департамент Оруэлл поставил соблюдение совершенной секретности этого и потребовал вернуть ему оригинал посланного списка, пояснив: «что, скорее всего, утверждение, что такой-то является „попутчиком“, могут счесть клеветническим».

### Записная книжка
Оруэлл основывал свой список на личной записной книжке, которую вёл с середины 1940-х годов. Книжка содержит мини-досье на лиц, симпатизирующих коммунистической идеологии. Поразительным образом, чисто на интуиции, Оруэлл угадал двух настоящих советских агентов: Питера Смоллетта и Тома Дриберга.
В 1947 году Оруэлл так прокомментировал деятельность «криптокоммунистов» в издании New Leader:

Что важно сделать относительно этих людей — и это предельно сложно, имея лишь косвенные доказательства — это разобраться, кто из них честен, а кто — нет. Взять, к примеру, целую группу депутатов в британском Парламенте (Притт, Циллиакус и т. д.), которых в целом называют «скрытыми». Они без сомнения принесли немало вреда, особенно запутывая общественное мнение в отношении природы марионеточных режимов Восточной Европы; но не следует поспешно полагать, что все они разделяют одну точку зрения. Вероятно, некоторыми из них движет не более чем глупость.
Оригинальный текст (англ.)The important thing to do with these people – and it is extremely difficult, since one has only inferential evidence – is to sort them out and determine which of them is honest and which is not. There is, for instance, a whole group of M.P.s in the British Parliament (Pritt, Zilliacus, etc.) who are commonly nicknamed "the cryptos". They have undoubtedly done a great deal of mischief, especially in confusing public opinion about the nature of the puppet regimes in Eastern Europe; but one ought not hurriedly to assume that they all hold the same opinions. Probably some of them are actuated by nothing worse than stupidity.

В книжке, которая ныне находится в архиве Оруэлла в Университетском колледже Лондона, упоминаются 135 имён, включая писателей и политиков США. Десять имён были перечёркнуты: либо потому, что упомянутый умер, либо потому, что Оруэлл всё же решил, что они не «криптокоммунисты». Работа над списком велась обстоятельно, так, против фамилии Дж. Б. Пристли была сначала проставлена красная звездочка, позднее перечеркнутая крест-накрест штриховкой чёрным цветом, затем это было обведено синим кружочком, и потом добавлен вопросительный знак. 99 имен из записной книжки ныне опубликованы в Полном собрании сочинений Оруэлла, от публикации ещё 36 редактор собрания сочинений воздержался из опасения судебного преследования за клевету со стороны лиц, охарактеризованных как криптокоммунисты и попутчики, и их родственников.
Записная книжка содержит столбцы с именами, комментариями и пометками. Типичные комментарии: Ричард Кроссман (англ. Richard Crossman) — «Слишком неискренен, чтобы быть отчетливо выраженным попутчиком», Кигсли Мартин (англ. Kingsley Martin) — «Загнивающий либерал. Очень неискренен», Стивен Спендер (англ. Stephen Spender) — «Легко поддается влиянию. Склонность к гомосексуальности».
Кроме политического направления, половых пристрастий и профессии Оруэлл особо отмечает в книжке расовые и национальные признаки «криптокоммунистов» и «попутчиков», а также, при необходимости, состояние здоровья: Пол Робсон (англ. Paul Robson) — «негр США»; Седрик Довер (англ. Cedric Dover) — «евроазиат»; Исаак Дойчер (англ. Isaac Deutcher) — «польский еврей»; Том Драйберг (англ. Tom Driberg) — «английский еврей»; Чарльз Чаплин (англ. Charles Chaplin) — «еврей?»; Коул (англ. G.D.H. Cole) — «диабетик» и т. д.
Смысл этих примечаний был в попытке понять, какие слабости или пристрастия могут толкнуть человека к работе на СССР.
| Имя                                      | Занятия | Примечания |
| ---------------------------------------- | --- | --- |
| Пристли, Дж. Б.                          | Писатель, радиовещатель. Отборщик Книжного Клуба. По-видимому, недавно изменился (1949).                                                           | Твердый сочувствующий, вероятно, состоит в какой-либо организационной связи. Очень антиамериканский. Развитие в последние 10 лет или меньше. Может поменяться. Делает огромные деньги в СССР (??). |
| Робсон, Пол (негр США)                   | Актёр, певец. | Народное Согласие (??). Резко против белых. Сторонник Уоллеса (Генри Уоллес, вице-президент США 1941-45).                                                                                          |
| Спендер, Стивен                          | Поэт, критик и т. п. Различные литературные организации. ЮНЕСКО.                                                                                   | Сентиментальный, сочувствующий и очень ненадежен. Легко поддается влиянию. Склонность к гомосексуальности.                                                                                         |
| Стейнбек, Джон (США)                     | Романист («Гроздья гнева» и т. д.). | Фиктивный писатель (??), псевдонаивный. |
| Уоллес, Генри                            | Бывший вице-президент США. Главред "Нью рипаблик". Много книг (по фермерству и т. д.). Неофициальная связь с ПГА (Прогрессивные Граждане Америки). | Вероятно, четких организационных связей нет. Очень нечестен (т.е. интеллектуально). |
| Шоу, Дж.Б.                               | Драматург. | Никаких связей, но определенно прорусский по всем основным вопросам. |
| Чаплин, Чарльз (англоамериканец)(еврей?) | Фильмы. | |

Из записной книжки 38 записей, касающихся британцев, перешли в «Список Оруэлла».

## Оценки
Британская пресса узнала о списке на несколько лет раньше, чем он был официально опубликован в 2003 году, и в число откликов вошёл заголовок на первой полосе Daily Telegraph, когда история вскрылась в 1998 году: «Символ социализма, ставший доносчиком».
Британский политолог Бернард Крик оправдывал Оруэлла желанием помочь послевоенному лейбористскому правительству:

Он делал это, потому что считал Коммунистическую партию тоталитаристской угрозой. Он не обличал тех людей как подрывные элементы. Он обличал их как не подходящих для контрразведывательных операций.
Оригинальный текст (англ.)He did it because he thought the Communist Party was a totalitarian menace. He wasn't denouncing these people as subversives. He was denouncing them as unsuitable for a counter-intelligence operation.

Обозреватель журналов Race & Class и New Left Review Джон Ньюсингер не считал действия Оруэлла отходом от социалистических позиций, относя сотрудничество с Департаментом информационных исследований к заблуждению писателя:

Это была ужасная ошибка с его стороны, проистекавшая в равной мере от его враждебности к сталинизму и его иллюзий относительно Лейбористского правительства. О чём она точно не явствовала, так это о его отказе от позиций социализма или превращении в пехотинца холодной войны. В действительности, Оруэлл неоднократно явно выказывал своё неприятие любых проявлений британского маккартизма, любых запретов и гонений по отношению к членам коммунистической партии (в этом они определённо не отвечали взаимностью) и любых идей превентивной войны. Если бы он прожил достаточно долго, чтобы понять, в чём на деле была суть Департамента информационных исследований, то, без всякого сомнения, порвал бы с ним.
Оригинальный текст (англ.)This was a terrible mistake on his part, deriving in equal measure from his hostility to Stalinism and his illusions in the Labour government. What it certainly does not amount to, however, is an abandonment of the socialist cause or transformation into a footsoldier in the Cold War. Indeed, Orwell made clear on a number of occasions his opposition to any British McCarthyism, to any bans and proscriptions on Communist Party members (they certainly did not reciprocate this) and any notion of a preventive war. If he had lived long enough to realise what the IRD was actually about there can be no doubt that he would have broken with it.

Российское издание «Коммерсантъ» сообщило в статье «Джордж Оруэлл, честный ябедник» о неприятном для репутации Оруэлла открытии без реверансов:

Каковы бы ни были мотивы Оруэлла и обстоятельства эпохи, факт остается фактом: один из величайших борцов с тоталитаризмом XX века в конце жизни, защищая демократические ценности, стал стукачом.

## Состав списка

### Писатели и журналисты
- «Олдред» (Aldred), писатель, (имя неизвестно).
- Джон Андерсон (John Anderson), журналист, корреспондент The Manchester Guardian по промышленности.
- Джон Биван (John Beavan), редактор.
- Артур Колдер-Маршалл (Arthur Calder-Marshall), писатель.
- Эдуард Карр, историк.
- Исаак Дойчер, бывший троцкист, историк, писатель, корреспондент The Economist и The Observer.
- Седрик Довер (Cedric Dover), журналист.
- Уолтер Дюранти, корреспондент The New York Times в Москве.
- Дуглас Голдринг (Douglas Goldring), писатель.
- «Майор Хупер» (Major Hooper), писатель по военной тематике.
- Эйлэрик Джейкоб (Alaric Jacob), корреспондент Daily Express в Москве.
- Марджори Кон (Marjorie Kohn), журналист.
- Стефан Литауэр (Stefan Litauer), журналист.
- Норман Маккензи (Norman Mackenzie), историк и один из основателей SDP.
- Кингсли Мартин (Kingsley Martin), редактор «Нового политика» (New Statesman).
- Хью Макдиармид, (Hugh McDiarmid), поэт и шотландский националист.
- Наоми Митчисон, писательница.
- Николас Мур (Nicholas Moore), поэт.
- Айрис Морли (Iris Morley) корреспондент The Observer в Москве.
- Р. Нойман (R. Neumann), писатель.
- Джордж Падмор, бывший коммунист, журналист, участник антиимпериалистических кампаний.
- Ральф Паркер (Ralph Parker), журналист «Хроника новостей» (News Chronicle).
- Джон Пристли, писатель и драматург.
- Питер Смоллетт (Peter Smollett), журналист Daily Express, позднее выявленный как советский агент «Смолка», завербованный Филби. Смоллетт возглавлял русскую секцию в британском Министерстве информации.
- Маргарет Стюарт (Margaret Stewart), корреспондент Tribune по вопросам промышленности и труда.
- Александр Верт, журналист.

### Учёные
- Гордон Чайлд, археолог.
- Джон Макмюррэй (John Macmurray), философ.
- Патрик Блэкетт, физик.
- Дж. Дж. Краутер (J. G. Crowther), первый научный корреспондент в The Guardian.
- Тибор Менде (Tibor Mende), аналитик по иностранным делам.

### Актёры
- Майкл Редгрейв[к 1].
- Чарльз Чаплин.

### Политики-лейбористы
- Том Дриберг (Tom Driberg), член парламента, журналист.

### Прочие
- Джозеф Маклауд (Joseph McLeod).
- Падар О’Доннелл (Peadar O’Donnell), ирландский социалист.
- Леонард Шифф (Leonard Schiff), священник
- Эдгар Янг, коммандер ВМС.

## Последствия
Список был передан в MI5, а затем в ФБР.
Согласно публикациям ряда СМИ, на основании присутствия в списке было отказано во въезде в США Чарли Чаплину в 1952 году. Однако, судя по документам, MI5 не передала в ФБР сколь-нибудь компрометирующих материалов на Чаплина.
Опасения Оруэлла о советском проникновении в комитет оказались оправданными — в нём работал советский разведчик Гай Бёрджесс.